# Él Mató a un Policía Motorizado
Él Mató a un Policía Motorizado est un groupe de rock indépendant argentin, originaire de La Plata. Il est composé par Santiago Motorizado (basse et voix), Docteur Death (batterie), Pantro Puto (guitare), Niño Elefante (guitare) et Chatrán Chatrán (claviers). Le groupe mêle punk rock et noise rock/noise pop, obtenant au premier plan un son de guitares fortement distordu. Él Mató a un Policía Motorizado est inspiré par les Pixies, Ramones, Weezer, Sonic Youth et The Velvet Underground.

## Origines du nom
Lors d'un entretien, le groupe commente les origines de son nom : « [Santiago]: On a choisi un nom atypique pour sortir du moule, c'est une blague, pour rire de ces noms typiques d'artistes ou de groupes. La fête, à moitié bourré... [Manuel]: On était à moitié pétés et on en avait eu d'autres comme "¿Querías un milagro John? Te presento al FBI" ['Tu voulais un miracle John? Je vous présente le FBI'], qui est une phrase de Duro de Matar (Piège de cristal), un de mes films préférés. Ce jour-là on regardait un film à moitié explosé et on a vu un sous-titre qui disait "él mató a un policía motorizado" ['il a tué un policier motorisé'],... » Ce film s'intitule R.O.T.O.R (1989), réalisé par Cullen Blaine.

## Biographie
Le groupe commence lorsque ses membres Willy et Santiago étaient au lycée, où ils se sont rencontrés. « Manuel avait un groupe et il m'a invité à jouer ... nous composions nos propres chansons, nous avons appelé Willy puis Gustavo, [...] comme si nous allions de groupe en groupe jusqu'à ce que nous formions celui-là. »
Après avoir sorti leur premier album éponyme en 2004, le groupe entreprend de faire une trilogie d'EP consacrés, respectivement, à la naissance, la vie et la mort. En 2005, Él Mató a un Policía Motorizado lance le premier EP, Navidad de Reserva, suivi en 2006 par le deuxième, Un millón de euros. Enfin, le point culminant de la trilogie vient avec Día de los muertos en 2008,. Le 28 novembre 2012, leur deuxième album studio, La Dynasia scorpio, est publié.

## Discographie

### Albums studio
- 2004 : Él Mató a un Policía Motorizado
- 2012 : La Dinastía scorpio
- 2017 : La Síntesis O'konor

### EP
- 2005 : Navidad de reserva
- 2006 : Un millón de euros
- 2008 : Día de los muertos
- 2015 : Violencia

### Singles
- 2003 : Tormenta roja
- 2012 : Mujeres bellas y fuertes
- 2012 : Chica de oro
- 2017 : El Tesoro
- 2017 : Ahora imagino cosas